# PC 엔진 LT

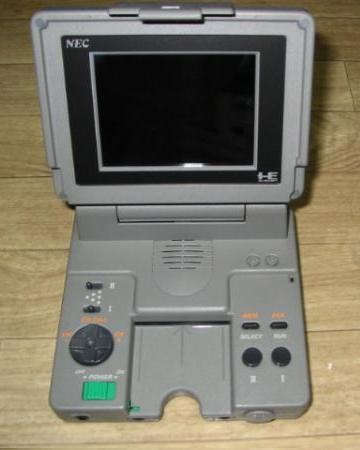

PC 엔진 LT(영어: PC Engine LT, 일본어: PCエンジンLT)는 NEC 홈 일렉트로닉스에서 발매한 PC 엔진의 후기 모델이다. 1991년 12월 13일 일본에서 발매되었으며, 발매 당시 정가는 99,800엔.
당시에는 상당히 고급 액정이었던 4인치 TFT LCD를 갖춘 것이 고가의 원인이다. 디자인 또한 노트북 컴퓨터와 비슷한 형태이다. 반면, 배터리를 내장하고 있지 않았기 때문에 AC 어댑터가 필요했다. 별매의 어댑터로 슈퍼 CD-ROM²와의 접속이 가능하다.

## 개요
일본 전기 홈 엘렉트로닉스가 발매한 게임기, PC엔진 시리즈의 하나로, 메이커 희망 소매 가격은 99,800엔으로 가정용 게임기로서는 매우 고가의 분류에 들어간다.
고가의 최대의 이유는 4인치 TFT 액정이라고 하는, 당시로서는 꽤 고급스러운 액정화면을 갖추고 있던 것에 있다.화면이 표준으로 붙어 있는 것으로 보아 휴대형으로 보이지만 배터리는 내장되어 있지 않으며, 사용은 AC 어댑터 또는 동봉된 변환 플러그로"Duo 카 어댑터 PI-AD13"을 이용해야 한다.그 호화로운 구조와 희소성이 높아 지금도 고가에 거래되고 있다.

## 하드웨어
케이스는 접는 형태.위쪽에 디스플레이, 아래쪽에 소프트웨어를 삽입하는 슬롯과 연사기능 패드가 일체화되어 있어 게임보이 어드밴스 SP를 대형화한 것 같은 형상을 하고 있다.
CD-ROM2에는 표준으로, SUPER CD-ROM2에는 별도 판매되는 어댑터를 이용함으로써 접속 가능.오토튜너식 TV튜너 내장.외부 입력 단자를 갖추고 있어 범용 모니터로서 활용할 수도 있다.